# Asirios de Irak
Los asirios de Irak (en siríaco: ܐܬܘܪܝܐ ܕܥܝܪܩ, romanizado: Aturaye d'Eraq; en árabe: الآشوريون في العراق‎) son aquellos miembros del pueblo asirio, indígena a Mesopotamia, que habitan o tienen origen en Irak, constituyendo una minoría étnica y lingüística en dicho país. Comparten historia y etnia con aquellos asirios de Irán, de Turquía y Siria, así como con la diáspora asiria en el resto del mundo. Históricamente, Irak ha tenido la mayor población de asirios en comparación con los demás países de origen ya mencionados, aunque ha disminuido debido a factores como la masacre de Simele, la persecución de Saddam Hussein o el surgimiento de Estado Islámico. Un número significante migró a los Estados Unidos, especialmente a Detroit y Chicago, al igual que a países como Australia, donde se encuentran grandes comunidades asirias en Sídney, y Södertälje, Suecia.
Los asirios de Irak hablan dialectos orientales del neoarameo asirio o Suret (ܣܘܪܝܬ), una lengua neoaramea descendiente del antiguo idioma arameo con elementos del acadio. Son cristianos de rito oriental, pertenecientes en su mayoría a la Iglesia Católica Caldea y, en menor medida, a la Iglesia Asiria de Oriente, Antigua Iglesia del Oriente, la Iglesia Pentecostal Asiria y la Iglesia Evangélica Asiria, además de la iglesia católica siríaca y ortodoxa siríaca.